# 方一弘
方 一弘（パン・イロン、朝鮮語: 방일홍、1933年3月1日 - 2017年8月14日）は、大韓民国のジャーナリスト、政治家。第6代韓国国会議員。本貫は温陽方氏。
元国会議員の李錫基は岳父。

## 経歴
日本統治時代の忠清南道舒川郡出身。延世大学校政治外交学科卒。ソウル大学校行政大学院修了。京郷新聞第1期公開採用記者試験に合格した後、京郷新聞政治部次長・企画委員、民政党尹潽善大統領候補中央選挙対策本部スポークスパーソン、第6代国会内務分科幹事委員・予決委員、6・3事態国会与野時局収拾委員会野党代表、野党連合（民政党・民主党）全権代表、民衆党創党運営委員・政策委員・常務委員・党務委員・法司委員長・内務委員長署理、アジア国会議員連合（APU）韓国代表、新民党出版局長・スポークスパーソン・『民主前線』編集者・金大中大統領候補中央選挙対策本部スポークスパーソン、健康生活株式会社代表理事・社長、月刊『健康生活』発行者、テヨン文化株式会社代表理事・社長、ハンナラ党国策諮問委員、大韓民国憲政会理事を務めた。
2017年8月14日に死去。享年84。

## エピソード
忠清道気質が強く、急がずに慎重に処世する。